# Massimo Guglielmi (Regisseur)
Massimo Guglielmi (* 1954 in Venedig) ist ein italienischer Filmregisseur und Drehbuchautor.

## Leben
Guglielmi ist Absolvent der DAMS in Bologna und war seit 1980 beim Fernsehen beschäftigt, wo er u. a. den Fernsehfilm Ragazzi a rischio inszenierte. 1988 führte er erstmals für die große Leinwand Regie; Rebus war ein Spiel mit verschiedenen Realitäten und wurde viel beachtet, wurde jedoch von der Kritik kühl aufgenommen und litt unter der Eigentümlichkeit damaliger Verleihumstände. Vier Jahre später entstand mit Gangsters ein ebenfalls interessanter Beitrag zum italienischen Kino der neuen Generation, der die Geschichte von vier Partisanen und ihrem Kampf gegen den Faschismus erzählt. Trotz des erneuten Misserfolgs legte Guglielmi 1995 das Roadmovie L'estate di Bobby Charlton vor.
Nach einem 1996 erschienenen Film dauerte es knapp zehn Jahre bis zu Guglielmis L'inquilino di Via Nikoladze und einem Dokumentarfilm, der das Verhältnis Pier Paolo Pasolinis zum Tod untersucht. Sein in russischer Koproduktion 2010 entstandener La prima notte della luna lief beim Moskauer Filmfest.

## Filmografie (Auswahl)
- 1988: Rebus
- 1992: Gangsters
- 1995: L'estate di Bobby Charlton
- 2005: L'inquilino di Via Nikoladze
- 2010: La prima notte della luna